# Ringerikssandsten

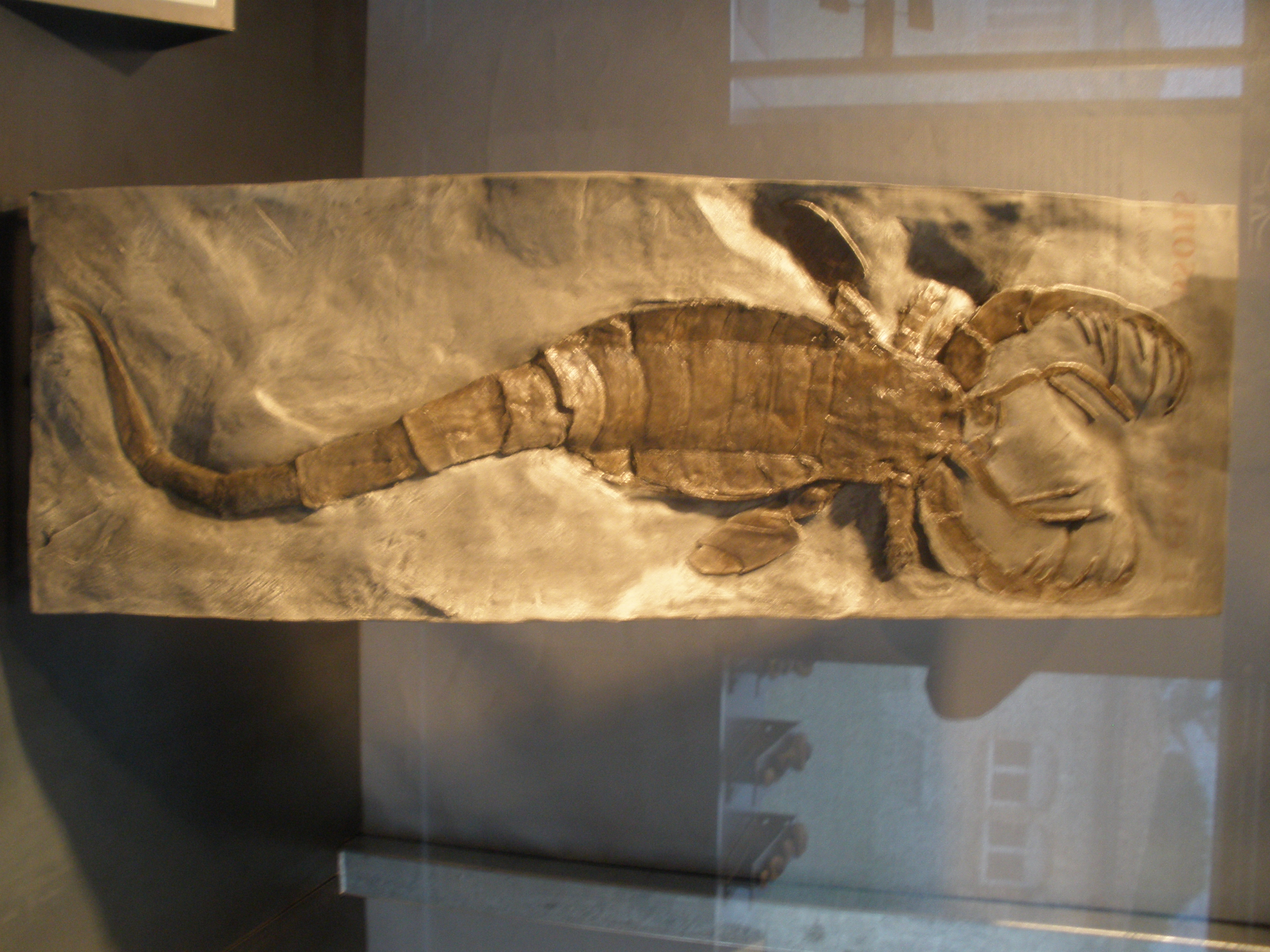
Mixopterus kiaeri, fossil i ringerikssandsten, upptäckt 1910 av Johan Kær

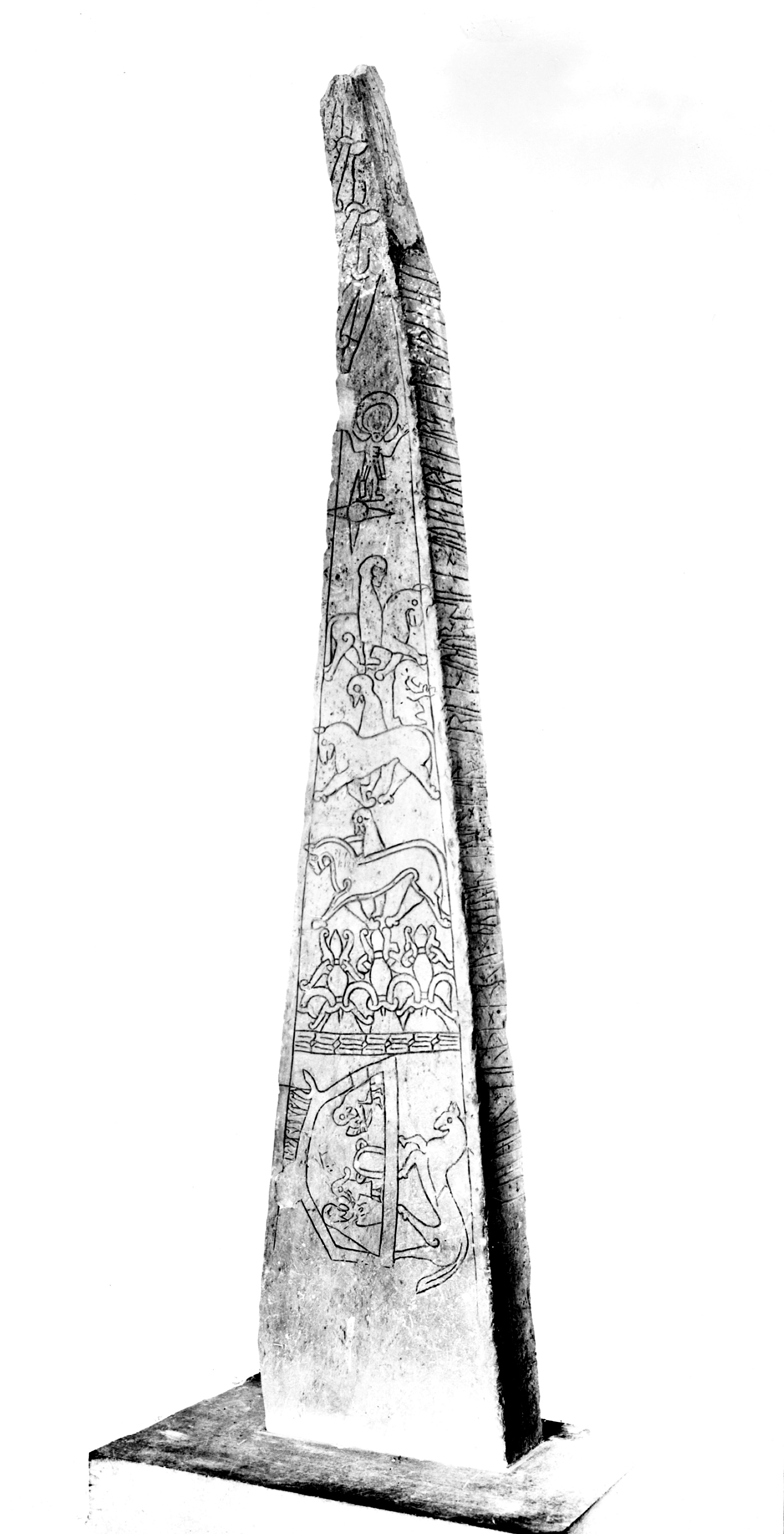
Dynnastenen

Ringerikssandsten är en rödbrun eller grågrön sandstenstyp som är unik för Ringerike i Norge. Den skapades vid avsättning av sand (mycket små korn av det glasaktiga, hårda mineralet kvarts) i floderna från Kaledoniska bergskedjan, som började resa sig genom de nordvästra delarna av Norge i silur (för omkring 444-416 miljoner år sedan). Ringerikssandstenen uppstod vid Norges kollision med Grönland. På den tiden var de landmassor, som senare blev till Norge, ett grunt korallhav. Old Red Sandstone i Storbritannien bildades på ungefär samma tid, devontiden, och påminner i utseendet om den rödbruna varianten av ringerikssandsten.
Stenarten ligger i uppemot 1 000 meter tjocka lager och är typisk för vissa delar av Ringerike i Buskerud (Hole och Ringerike kommuner), men finns också i stora mängder på Jeløya vid Moss och vid Holmestrand. Dessa områden ingår alla i Oslofältet, där det också finns sådan sandsten i mindre mängder vid bland annat Kolsås och i Lierdalen. Ringerikssandsten har typiskt vågmärken och torrsprickor. I Ringerike finns det dessutom ett tunt lager, där det finns fossiler, bland annat av havsskorpioner och primitiva fiskar. I övrigt är inte fossiler vanliga i denna sandsten.
I äldre tid bröts hällar av ringerikssandsten runt Steinsfjordens östra delar vid Tyrifjorden, vilka marknadsfördes under namnet ringeriksheller. Hällarna, som ofta hade inslag av glimmer, var ganska tjocka och har ofta tydliga vågmärken. På borggården framför den norra flygeln på Akershus festning finns på sina ställen sådana hällar.

## Runstenar och fossil
Flera runstenar, bland annat Dynnastenen, som upptäcktes i Gran i Hadeland, är tillverkade av ringerikssandsten.
Svingerudsstenen, som är världens äldsta upptäckta runsten, är en av många runstenar i Norge som är ristade på ringerikssandsten. Den upptäcktes vid arkeologiska utgrävningar av ett gravfält vid Svingerud i Hole kommun, på halvön Røyse vid Tyrifjorden. Ristningarna har daterats genom  radiometrisk datering till åren 25–250 efter Kristus.
År 1910 upptäckte paleontologen Johan Kiær (1869–1931) en unikt väl bevarad fossil av en dittills okänd art av jättehavsskorpion i ett sandstenslager på Rudstangen vid Kroksund i Hole. Tjugofyra år senare beskrevs arten av den norske paleontologen och geologen Leif Størmer, som gav den det vetenskapliga namnet Mixopterus kiaeri till Johan Kiærs ära. Fossilen är numera utställd på Naturhistorisk Museum vid Universitetet i Oslo.